# Тігуентурін – Іллізі – Джанет
Тігуентурін – Іллізі – Джанет – газопровід на південному сході Алжиру.
Ще в 1960 році почалась розробка нафтового родовища Еджеле (Edjeleh), під час якої отримували певні обсяги супутнього газу. Тривалий час цей ресурс просто спалювали, допоки в 2005-му не ввели в дію компресорну станцію, яка дозволила розпочати закачування газу назад у пласт, що дозволяло підтримати пластовий тиску. Частину ресурсу того ж 2005 року спрямували по газопроводу довжиною 79 км та діаметром 200 мм від Гассі -Кіфаф (Hassi-Kifaf, Asseikaifaf) до містечка Іллізі, що дало можливість перевсти на газ ТЕС Іллізі.
В 2018-му ввели в дію газопровід Іллізі – Джанет довжиною 379 км та діаметром 10 км, головним споживачем протранспортованого по якому ресурсу є ТЕС Джанет.
В 2022-му система отримала нове потужне джерело живлення завдяки спорудження ділянки довжиною 109 км та діаметром 300 мм від газопереробного заводу Тігуентурін до Гассі-Кіфаф. При цьому можливо відзначити, що в середині 2020-х планується збільшення потужності ТЕС Іллізі в кілька раз.